# 北新地ビル放火殺人事件

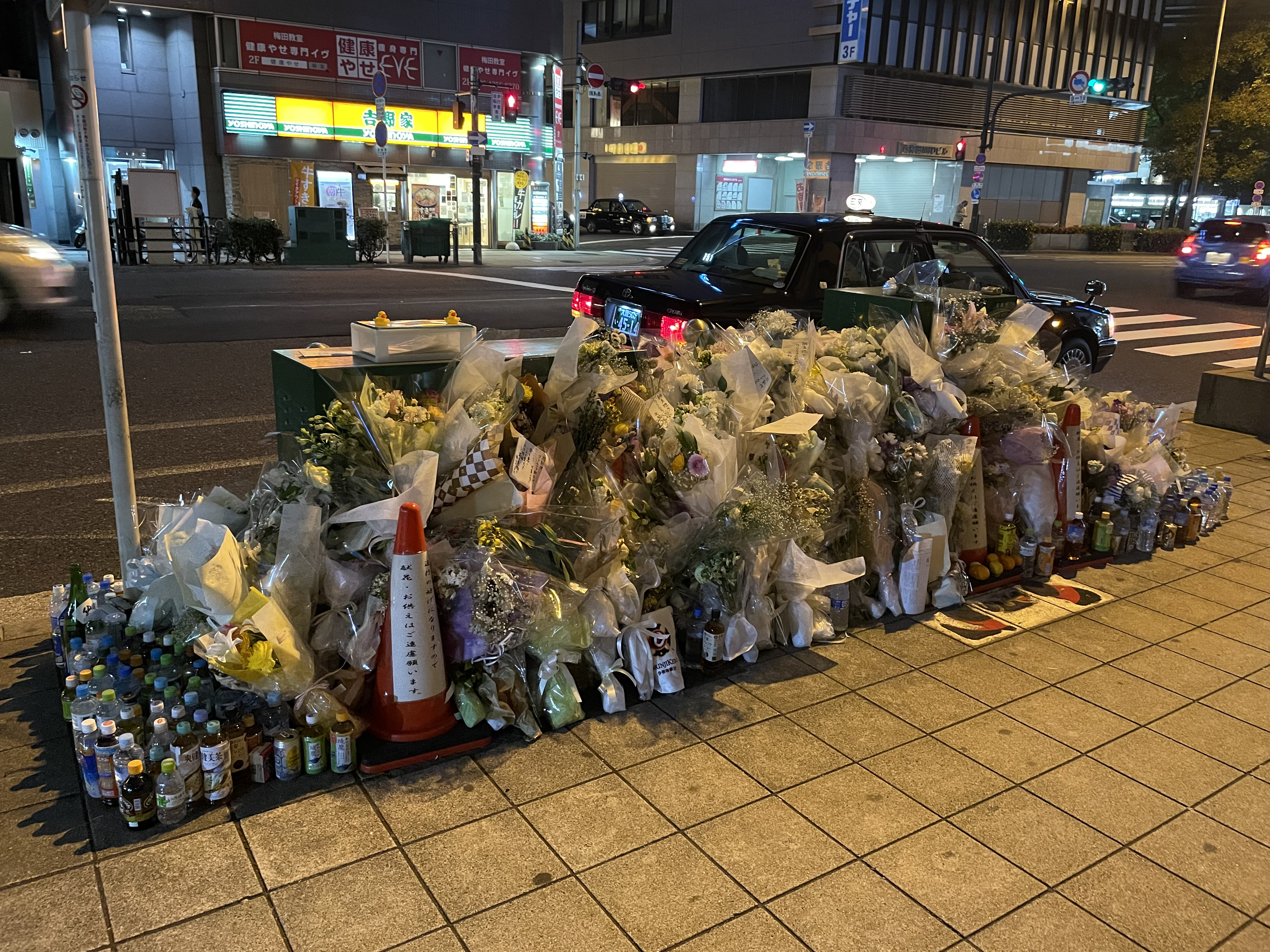
現場に設置された献花台

北新地ビル放火殺人事件（きたしんちビルほうかさつじんじけん）は、2021年（令和3年）12月17日10時18分頃に日本の大阪府大阪市北区曽根崎新地一丁目（通称：北新地）の「堂島北ビル」4階で発生した放火による大量殺人事件。
放火されたのは心療内科や精神科などを専門とするクリニック「働く人の西梅田こころとからだのクリニック」であり、当時61歳男性の通院患者Aがガソリンを撒いて放火したとみられる。クリニックの院長、スタッフ、通院患者の26名が死亡し、Aも低酸素脳症などにより2週間後に死亡した。事件の動機などについては解明されていないが、拡大自殺であるとされている。

## 事件の経緯

### 犯行準備
Aは不眠症の患者として、2017年3月から同クリニックに継続的に通院をしていた。2021年11月下旬、Aは自宅近くのガソリンスタンドでガソリン約10リットル（30リットルとの報道もある）を購入。Aは身分証明書を提示し、使用目的をバイクの燃料と説明した。ただしAはバイクを所有していなかった。事件の2週間前、Aの最後の通院日に、Aはクリニックの消火栓の扉が開かないようにコーキングを使って扉の隙間を埋めた。12月16日、事件の前夜には、Aはコインロッカーにガソリンを入れたポリタンクを入れた。

### 犯行
12月17日、Aは自宅に放火したのちに、クリニックに向けて自転車で出発した。午前9時47分に「煙が出ている」と消防に通報が入り、火災は2階の一部を焼いて消火された。自宅からクリニックまでは約1.5 kmあり、商店街の防犯カメラには、午前9時49分に自転車の荷台にガソリンが入ったポリタンクを入れた紙袋を縛り付けて、リュックと帽子を装着して事件現場に向かうAの姿が捉えられていた。途中でコインロッカーに預けていたポリタンクを回収し、合計2つのポリタンクを自転車で運ぶ。10時15分、クリニックに到着し、両手にポリタンクが入った紙袋を持って4階でエレベーターを降りた。
当時午前10時から、職場復帰に向けた集団カウンセリングが行われており、多数の患者がクリニックに集っていた。クリニックの出入り口は、エレベーターと非常口の階段の2経路があったが、Aはまずエレベーター前で紙袋を傾けてガソリンを流してライターで着火し、もう一つのポリタンクを非常口付近に投げて避難経路を潰した。クリニックの受付にいて辛うじて逃げ出した2名は、Aがエレベーターから降りてクリニックに入り、待合室の床に紙袋を置いて蹴り倒すと中から液体が流れ出し、その付近から強く火が燃え上がったと証言している。クリニックにいた人々は、炎から逃れようとクリニックの奥に逃げた。クリニックの奥には本来ならば窓枠とハシゴがあったが、室内からは内装材で塞がれて認知できないようになっていた。Aはガソリンに点火した後も逃げようとせず、Aが外に逃げようとする人を両手を広げて阻止したり、体当たりをして避難を阻止する姿が防犯カメラに映っていた。

### 消火活動
10時18分に119番通報される。消防車両80台が出動した。4階部分の約25 m2が焼損し、30分後に鎮火した。救急隊が現場に到着すると、Aは出入り口の最も近くに倒れていた。ポケットには催涙スプレー2本が入っていた。また現場から焼け焦げたライターと刃物が回収された。近くにはストーブがあったとの報道もある。A以外の全員はクリニック中央部の閉じられた扉の奥に倒れていた。10時46分に火災を鎮圧した。11時50分に消防庁は災害対策本部を設置（第2次応急体制）した。13時00分に消防法第35条の2に基づく消防庁長官調査の実施のため、消防庁職員4名・消防研究センター5名を派遣した。17時04分に鎮火した。

## 被害者
ビルの4階から、26名（20代 - 60代・男性14名・女性12名、いずれもクリニックの職員または患者）が心肺停止状態で発見された。6階から救出された1名は中等症の症状であった。心肺停止状態だった大半は、クリニック奥の診察室や隣接する大部屋の周辺で倒れていた。当日中に死亡が確認された24名については、司法解剖の結果から全員が一酸化炭素中毒が死因とみられており、遺体の損傷は少なかった。21日午前2時50分頃、治療を受けていた20歳の女性が死亡した。翌2022年3月7日午前0時25分頃、意識不明の女性が死亡し、事件当時心肺停止だった26名全員が死亡した。
大阪府警は12月18日以降、死者の氏名・年齢・職業を公表した。その中には当時49歳のクリニック院長が含まれていた。院長以外の死者について、クリニック職員・患者の別は個人情報に当たるとして公表が控えられた。

## 建物の被害
建物被害については、焼損範囲は4階部分の25 m2ほどで、特にクリニックの出入り口付近が激しく焼損した。ビルは閉鎖され、3年後の2024年12月になっても、4階の窓に板を固定して封鎖され、クリニックの看板もそのままになっている。2024年12月17日、遺族や通院していた患者、医師の親族が集まって慰霊を行った。

## 捜査
大阪府警察は火災当日に殺人と現住建造物等放火の疑いで天満警察署に捜査本部を設置して捜査を開始した。19日未明、府警はAが犯人であると特定。Aは蘇生したものの重篤な状態で、府警は逮捕状の請求を見送っていたが、事案の重大性を考慮した異例の判断により、Aの本名を公表した。また顔写真や防犯カメラ映像も公開された。
Aは心肺停止の状態で病院に搬送されたが、顔などに重度の火傷を負い、さらに心肺停止による低酸素脳症を発症していた。Aは結局意識を回復せず、同月30日19時05分に入院先で死亡した。司法解剖により死因は一酸化炭素中毒による蘇生後脳症（低酸素脳症）とされた。Aの死亡により、捜査本部による被疑者に対する直接の事情聴取が不可能になり、動機を含めた全容解明へ向けた捜査は出来なかった。
Aの自宅からはクリニックの診察券が発見された。21日には、2年前に発生した京都アニメーション放火殺人事件やその模倣である徳島県の地元アイドルグループのライブ会場となった雑居ビルで2021年3月に発生した放火殺人未遂事件、さらに2008年6月に発生した秋葉原通り魔事件に関する新聞記事の切り抜きなどがAの自宅から発見され、大阪府警はAが少なくとも事件の5か月前から大量殺人事件に強い関心を持っていたと判断し模倣犯の可能性を示した。
また、自宅の火災跡から「放火殺人」「大量殺人」「消火栓を塗る」などと書かれたメモも押収されたが、クリニックの防火扉や消火栓の扉をコーキング剤を使って開きにくくなるような細工が施され脱出および消火を困難にしていたこと、Aが脱出しようとした犠牲者に対して脱出経路を塞ぐように体当たりをしていたこと、現場に残された刃物に一致する刃鞘が自宅から見つかったことなどから、捜査本部は前述の新聞記事の切り抜きとあわせて強い殺意と計画性を裏付ける証拠とした。事件の2週間前には、生活費として借入していたカード会社の借入枠も限度額に到達し、それ以上現金を引き出すことが出来なくなっていた。
Aの携帯電話も押収されたが、連絡先の登録件数は0件で、通話記録もガス会社等だけであった。クリニックの関係者や、Aと接点があった可能性が示唆される人物など200名に事情聴取を行ったが、最近の数年間で交友関係があった人物は見つからなかった。
2022年3月16日、大阪府警はAを殺人と殺人未遂、現住建造物等放火などの疑いで書類送検し、翌17日には大阪地方検察庁によって不起訴処分が下された。これにより一連の捜査は終結した。

## 容疑者
Aは1960年に大阪市此花区で板金工場を営む家庭に4人兄弟の次男として生まれた。高校卒業後は板金工として実家など複数の工場を転々とし、技術を磨いた。1985年8月に看護師と結婚。1987年5月には1200万円のローンで西淀川区の3階建て民家を新築し、約20年間妻と2人の息子と共に暮らした。2002年3月には大阪市内の板金工場にアルバイトとして採用。腕前が認められ数か月で正社員となった。男は1級建築板金技能士の資格を持つ腕利きの職人であったが、怪我や家庭の事情などが重なり、家業は継がなかった、と同社の社長の妻に話していた。職場では作業で指摘をするとカッとなることはあったものの、ちゃんと話せばすぐに落ち着いて後に引きずらない性格で、若手への面倒見もよかったという。2006年7月に西淀川区内のマンションに転居し、住宅は人に貸し出して月7万円の家賃収入を得ていた。
2008年9月に妻と離婚。2009年9月頃に元妻に復縁を申し込んだが断られ、2010年10月には板金工場を無断欠勤で退職。競馬に金をつぎ込むなどし、生活は乱れていった。2011年4月、元妻宅に押しかけて長男の頭を出刃包丁で刺して殺そうとし、大阪府警に殺人未遂容疑で逮捕された。動機は、家族を殺したうえで自殺するためとされ、懲役4年の実刑判決を受けた。犯行現場には包丁計3本や催涙スプレー、ハンマーなどを持ち込んでいた。この時の大阪地裁の判決では、「寂しさを募らせて孤独感などから自殺を考えるように」なり、「死ぬのが怖くてなかなか自殺に踏み切れなかったため、誰かを殺せば死ねるのではないか」と認定された。2015年に出所し、同年2月に堺市内の更生保護施設に入所した。支援者に前科が殺人未遂だと知られると態度が変わるのが分かり傷ついたとAは就労相談のために訪問した区役所の担当員に話していた。
2016年秋ごろから半年は浪速区の簡易宿泊所に滞在。2017年2月に生活保護を申請したが、家賃収入を理由に却下された。この時点で預貯金はほとんどなく、消費者金融から50万円を借り入れていた。また生活支援の相談を受け、対応していた女性には「前科がじゃまをして仕事が見つからない」とも述べていた。2017年2月に父親（事件の約30年前に他界）から相続していた此花区の住宅に転居しており、翌3月より現場となったクリニックに通い始め「夜眠れない」などと相談していた。2019年10月からは家賃収入がなくなり、2021年1月には口座残高が0円となる。2月5日には「心療内科」「ねだやし（根絶やし）」と記したメモを残しており、この頃からクリニックの襲撃を計画し始めていたとみられる。5月には此花区の住宅の電気やガスが止められ、同月に2度目の生活保護を申請したが受給に至らなかった。市によれば2度目の申請は男自ら取り下げたという。6月にはかつて暮らしていた西淀川区の自宅に戻ったが、その頃からスマートフォンのアプリに「（クリニックに）人がいるか確認」「ガソリンを買う」など、犯行計画とみられる入力をしていた。
事件後に死亡したAは大阪市立北斎場で火葬された。遺骨については親族らは引き取りを望まず、宙に浮いた状態が1年8か月続いた。2023年9月1日、大阪市西成区で前科のある人の更生や野宿者らの生活立て直し活動に取り組む活動を行っている「メダデ教会」がAの遺骨を受領し、洗礼式を営んだ上で納骨した。

## 反応

### 国内の対応
- 内閣総理大臣・岸田文雄（当時）は、火災について「大変悲惨な事件が発生した。まずは実態をしっかり把握し、原因・経緯について明らかにすることによって再発防止に努めなければならない」と述べ、弔意を表すと同時に被害者に対して支援を行うことを表明した[53]。
- 大阪府知事・吉村洋文は「亡くなった方のご冥福を心からお祈り申し上げます。現在も医療機関で懸命の救命活動が行われている。1人でも多くの命が救われることを願っている」と述べるとともにDMATを現地に派遣したことを明らかにした[54]。また、Twitterにおいて「火災現場となったクリニックには、約600名の患者さんが通院されています。本日、大阪精神科診療所協会、大阪精神科病院協会に、当該クリニック通院患者さんの今後の診療対応につき各会員病院、診療所での協力を要請しました。こころの健康総合センター、各市町村、関係機関とも情報共有します。」とツイートした[55]。

- 総務大臣・金子恭之は、全国の消防に対し、今回の火災が発生したビルと同様に階段が一つしかなく、不特定多数が出入りする施設が3階以上に入居する雑居ビル約3万棟について、立ち入り調査を行うことを要請した。避難経路が確保されているかなどを調べ、調査結果を基に有識者会議で再発防止策を検討するとしている[56]。

- この火災により、各地の消防組織でビルの立ち入り検査を改めて実施する動きが広がった[57][58][59]。

- クリニックの医師（当時49歳）は2人兄弟で、歯科医師である妹がいた。クリニックの火災をニュースを知ってタクシーで現場にかけつけたが現場は騒然となっており兄の安否を確認することはできなかった。兄の死を知ったのは警察から連絡があった午後10時頃であった。事件の3か月より、オンラインでクリニックの元患者との交流を開始し、兄にカウンセリングを教えていた公認心理師とも連絡を取ってクリニックの通院患者を支援する活動を展開した。2023年6月、一人で悩む人に寄り添いたいという思いより、妹は奈良県五條市の生蓮寺で出家した[60]。

### 海外の反応
- イギリスBBC[61]、アメリカニューヨーク・タイムズ[62]、ドイツDPA通信、韓国聯合ニュースなどの海外メディアが一斉に報じた[63][64][65]。
- 在大阪中華人民共和国総領事館は、Twitterアカウントで毎日新聞の記事を引用し「17日大阪の繁華街のビルで火災が発生。死傷者多数、心を痛めている。衷心よりお見舞い申し上げる。これ以上人命が失われることがないよう祈っている。当館は中国国民の安否確認を急いでいる。」と声明を発表し、総領事の薛剣も「水火無情！速報によると、火災でなくなった方が24人に増えた。犠牲者の家族に衷心より哀悼の意を申し上げる。事件の調査結果に注意を払っている。」と哀悼の意を表明[66][67]。また、駐大阪・神戸米国総領事館は、NHKの記事を引用し「大阪の繁華街の建物火災で多くの人命が失われたという悲劇的なニュースを見ました。私たちの思いと祈りは、犠牲になられた方々の家族と愛する人たちと共にあります。」と声明を発表[68]。